# Heroes of Our Time
Heroes of Our Time è la traccia di apertura e primo singolo del quarto album dei DragonForce registrato in studio, Ultra Beatdown.
È stato pubblicato via web in streaming sulla loro pagina di MySpace ufficiale il 4 luglio 2008. L'8 luglio 2008 il video musicale è uscito on-line con la durata ridotta di 4:58. Questo procedimento è stato usato per altri due singoli, Through the Fire and Flames e Operation Ground and Pound. Il 15 luglio 2008 il singolo è stato reso disponibile come download su iTunes.
Il 21 agosto 2008 è stato reso disponibile come contenuto scaricabile per Guitar Hero III: Legends of Rock accanto a Revolution Deathsquad e Operation Ground and Pound.
Il 3 dicembre 2008, la canzone ha ottenuto una nomination ai Grammy Award per miglior performance metal.